# Petar Petrov
Petar Petrov (bulgarisch Петър Петров, deutsche Transkription Petar Petrow; geboren 1977) ist ein bulgarischer Modedesigner, der in Wien lebt und arbeitet.

## Leben
Petrov zog 1999 nach Wien und studierte dort an der Universität für angewandte Kunst, u. a. bei Viktor & Rolf und Raf Simons. So wie seine Lehrer, deren Entwürfe die Grenzen traditionellen Modeverständnisses häufig sprengten, ist auch der Designer ein Vertreter des Genre Blurring, des Verwischens der Grenzen zwischen zweckdienlicher Produktion und funktionsfreier Kunst. Während des Studiums entwarf er Mode für Werbekampagnen und Musikvideos wie Be a good girl und Pirouzi. Er gründete sein eigenes Label „Petar Petrov, One of Some“ mit Männermode, die ab 2003 alljährlich in Paris präsentiert wurde. Später wandte er sich ausschließlich der Damenmode zu. 2020 präsentierte Petar Petrov seine Damenkollektion bei der London Fashion Week.
Sein Atelier befindet sich in einem Altbau im zweiten Wiener Gemeindebezirk, Leopoldstadt.
Petrovs Damenlinie bedient ein höheres Preissegment. Ihr minimalistischer Stil zeigt sich sowohl in der Materialwahl, in Farbe und Passform, als auch in der unaufdringliche Schnittführung. Sie sollen locker, informell, zwanglos („casual“) und leicht zu tragen sein.

## Ausstellung
2011 bestritt Petar Petrov für die Kunsthalle Wien die Ausstellung Massanfertigung im project space am Karlsplatz. Gemeinsam mit dem Designer Tino Valentinitsch und der Musikerin Soap&Skin erdachte er einen virtuellen Raum im Raum. Das Mobilia hatte sowohl kargen als auch luxuriös-noblen Charakter.

## Preise
- 2003 Moët & Chandon-Preis für Modeschulen, Luzern
- 2003 Unit-F-Preis des Wiener Büros für Mode im Rahmen des GWAND-Festivals
- 2009 Vienna Awards for Fashion and Lifestyle in der Kategorie Designer
- 2021: Outstanding Artist Award für Mode[4]